# Vera Wang
Vera Ellen Wang (Nova Iorque, 27 de junho de 1949) é uma designer de moda norte-americana com ascendência chinesa. Foi por muitos anos Patinadora Artística obtendo ótimas colocações em competições nacionais e internacionais. Estudou Moda e Estilismo em Paris. Foi editora da revista Vogue por muitos anos. Trabalhou na Ralph Lauren como Diretora de Criação de Acessórios. O seu noivado foi peculiarmente definitivo para o futuro de sua carreira. Vera desejava um modelo único e insatisfeita com a falta de opção em vestidos de noiva, decide desenhar seu próprio vestido, o orçamentou em 10 mil dólares e deu o desenho a uma costureira. Confiante na sua carreira de estilista em 1990, um ano mais tarde, com a ajuda de seu pai abre sua boutique no luxuoso hotel Carlyle na Madison Avenue em Nova Iorque.

## Sucesso com as Celebridades
Wang foi responsável por muitos vestidos de celebridades americanas importantes. Leighton Meester, Alicia Keys, Mariah Carey, Victoria Beckham, Avril Lavigne, Jennifer Lopez, Jennifer Garner, Sharon Stone, Sarah Michelle Gellar, Hilary Duff, Uma Thurman, Holly Hunter, Kate Hudson e as duas irmãs Kardashian Khloé Kardashian e Kim Kardashian todas se casaram vestindo um modelo Vera Wang.

## Estilo de criação
Seu estilo clean mas ao mesmo tempo sofisticado a torna uma das mais requisitadas designers de moda nupcial. É comum ver nos seus vestidos, babados e drapeados. Em 2010 inovou desenhando vestidos com laços amarrados na altura da cintura em cores contrastantes com a dos vestidos.

## Reconhecimento
É uma das 100 Mulheres da lista da BBC de 2021.